# Poul Nielsen
Niels Poul »Tist« Nielsen, danski nogometaš, * 25. december 1891, København, Danska, † 9. avgust 1962, København.
Sodeloval je na nogometnemu delu poletnih olimpijskih iger leta 1912.
Z 52 goli na 36 tekmah je še zmeraj najboljši danski nogometni reprezentant.